# This Was Their Finest Hour
Unter dem Titel This Was Their Finest Hour (deutsch: „Dies war ihre beste Stunde“) wurde eine Rede bekannt, die Winston Churchill am 18. Juni 1940 in seiner Eigenschaft als Premierminister des Vereinigten Königreichs vor dem britischen Unterhaus hielt. Gegenstand war die sich nach dem Fall von Paris abzeichnende militärische Niederlage Frankreichs im Abschluss des deutschen Westfeldzuges, was Churchill als „dunkelste Stunde in der Geschichte Frankreichs“ („darkest hour in French history“) bezeichnete.
Neben Blood, Toil, Tears and Sweat, Never was so much owed by so many to so few und We Shall Fight on the Beaches gilt This Was Their Finest Hour als eine der vier großen Ansprachen, mit denen Churchill – neben weiteren Reden – den Selbstbehauptungswillen der britischen Bevölkerung während der deutschen Sommeroffensive des Jahres 1940 zu stärken versuchte. Dabei ist die Rede eine der bekanntesten und insbesondere im angelsächsischen Kulturkreis populärsten Ansprachen Churchills und auch eine der berühmtesten im Zweiten Weltkrieg gehaltenen Reden überhaupt (als andere besonders bekannte Reden gelten Goebbels’ Sportpalastrede (Wollt ihr den totalen Krieg?, 1943), Hitlers Rede anlässlich des Überfalls auf Polen vom 1. September 1939 („Seit 5 Uhr 45 wird jetzt zurückgeschossen!“) und der Appell vom 18. Juni 1940 von Charles de Gaulle, die dieser von London aus als Radioansprache an das französische Volk hielt).
This Was Their Finest Hour ist nach ihrem berühmtesten Passus benannt, in dem es heißt:

„Let us therefore brace ourselves to our duties, and so bear ourselves that, if the British Empire and its Commonwealth last for a thousand years, men will still say, ‘This was their finest hour.’“

Zwei deutsche Übersetzungen lauten:

„Lasst uns darum unsere Pflicht tun, und lasst sie uns so tun, dass sogar nach tausend Jahren, wenn es dann noch ein britisches Reich und sein Commonwealth gibt, die Menschen sagen werden: Das war ihre beste Stunde.“

„Wir wollen uns daher unserer Pflichten besinnen und uns [in dieser schweren Stunde] derart wacker schlagen, dass – wenn unser Empire und sein Commonwealth noch eintausend Jahre lang bestehen sollten – man rückblickend sagen wird: Dies war ihre stolzeste Stunde.“

Das Typoskript zeigt, wie die Rede gegen Ende einen geradezu hymnischen Gebetston anstimmt – ausgedrückt durch eine strenge, 5-zeilige Versform in eingerücktem Schriftbild, um mit der Finest-Hour-Phrase zu schließen. Experten halten es für möglich, dass es sich hier um eine bewusste Parallele zum Buch der Psalmen handelt.
Churchill griff die seiner Rede namengebende Formulierung nach dem Krieg, als er seine Weltkriegserinnerungen (The Second World War) niederschrieb, noch einmal auf, indem er den zweiten Band seiner Kriegserinnerungen Their Finest Hour nannte.